# Bad Rodach
Bad Rodach är en stad i Landkreis Coburg i Regierungsbezirk Oberfranken i förbundslandet Bayern i Tyskland.